# Миколаївська пустинь

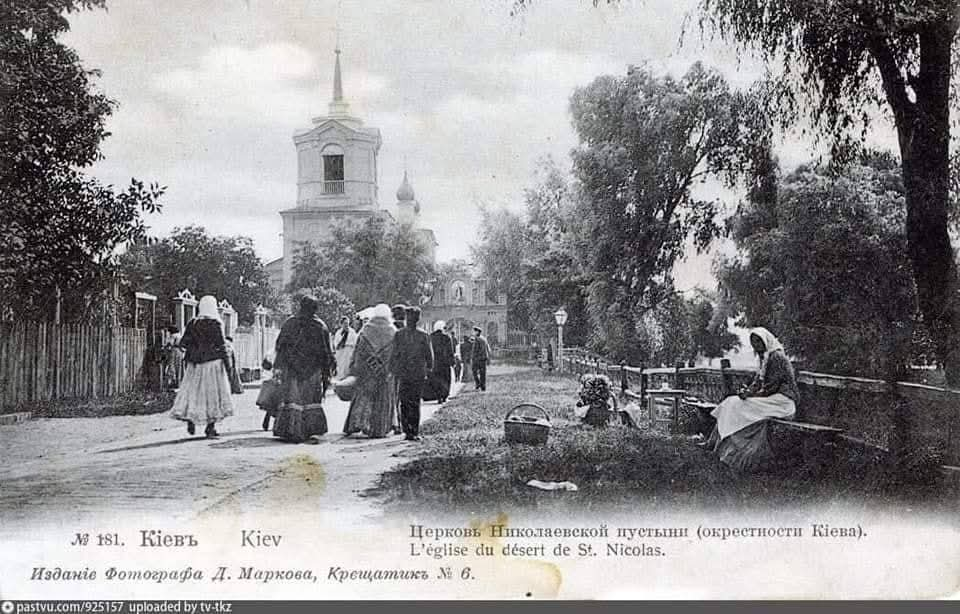
Вигляд на церкву Миколаївської пустині

Перша церква на тому місті була заснована ще в X—XI ст. (близько 947 року) княгинею Ольгою у селі Ольжичі (сьогоднішні околиці села Новосілок). Прийнявши християнство, княгиня влаштувала у своєму селі дерев'яний храм, забезпечивши його всім необхідним, у тому числі і головним образом святого Миколая, який привезла з собою з Візантії. Після смерті княгині Ольги її нащадком, князем Ярославом Мудрим, був заснований в Ольжичах на місті старої церкви чоловічий монастир, який став іменуватися Пустинно-Миколаївський Задеснянським. Пізніше скит був приписаний до Києво-Софіївської обителі у 1757 році.
До 1786 року Пустинний Миколай був монастирем, а вже за правління Катерини II був зачинений одночасно з Софією Київською. Таким чином, храм святого Миколая став приходським. Сам образ Чудотворця в ньому незмінно залишався, сама місцевість мала назву Миколаївська Пустинь, монастир мав надзвичайну славу в паломників.
Монастирські будівлі були дерев'яними, а 9 травня 1870 року в храмовий день сталась страшна пожежа і всі споруди монастиря згоріли, але ікона Миколая Чудотворця залишилась неушкодженою.
На місті старого храму, 9 травня 1871 року було засновано нову кам'яну п'ятибанну церкву св. Миколая з жовтої київської цегли. 8 червня 1878 року був освячений головний престол храму, і з того часу, богослужіння в ньому відбувались безперервно. Сам храм був у довжину 50 аршинів (приблизно 35,5 метрів), а в висоту храм мав, включно із хрестом, 30 аршинів (приблизно 25,5 метрів). Дзвіниця храму була висотою в 42 аршини (приблизно 30 метрів). Стиль церкви був простий класицизм. Іконостас храму був невисокий, двоярусний, зроблений в Боголюбові Володимирської губернії, майстром Шороховим у 1875 році за 1600 рублів сріблом (841200 гривень, по курсу срібла 2025 року).
Після жовтневої революції, храм проіснував до 30-х років 20-го століття, останній раз Пустинь приймала вірян в 1936 році, після чого настав період червоної руйнації храмів. Миколаївську церкву було розібрано, іконостас спалено, а доля священної ікони Святителя Миколая невідома до сьогоднішніх днів.
На території Миколаївської Пустині розпочалася нова епоха, рік потому, в 1937 році було влаштовано дитячий будинок. Потім довгий час, аж до кінця ВВВ тут був розміщений інтернат для неповноцінних дітей. Згодом коли сталася Чорнобильська трагедія, Микільська пустинь стала місцем зцілення постраждалих від радіації ліквідаторів ЧАЕС. З 1987 по 1994 рр. на цій землі було створено реабілітаційний центр. З 1994 року, вже при незалежній Україні тут було відкрито школу підготовки кадрів МВС України, яка існує по наші дні.
Також згадаємо про те що залишилось на території монастиря, а це великий готельний корпус, який був збудований у 1910—1913 роках і з 13-го року приймав паломників. Дещо правіше є залишки будинку священника, який був перебудований у їдальню, а на місті де стояв останній цегляній храм-гаражі. Також цегли від фундаменту та самої церкви розтягли селяни на свої потреби.
У 2003-му році було споруджено Храм Святого Миколая на честь ліквідаторів аварії на ЧАЕС. У 2000-х роках також ішла розмова о відновлюванні старого храму, але крім розмов діло не пішло. На зараз невідомо, чи будуть взагалі відновлювати стару Церкву.